# Hemigrammus ora
Hemigrammus ora ist eine kleine Fischart aus der Salmlerfamilie der Acestrorhamphidae, die bisher nur aus dem Unterlauf des Sinnamary und den angrenzenden Sümpfen in Französisch-Guayana bekannt ist.

## Merkmale

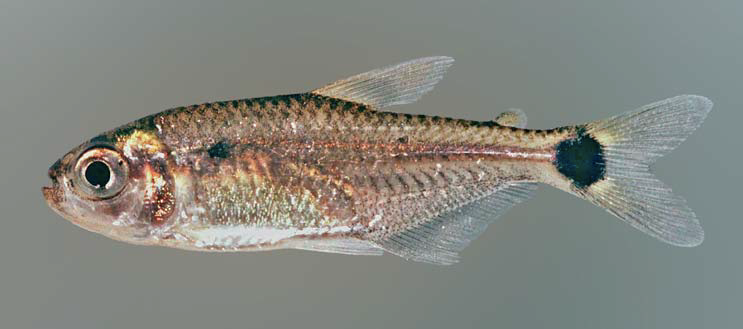
Hemigrammus ora, (Männchen)

Hemigrammus ora erreicht eine maximale Standardlänge von 3,8 Zentimetern und ist damit ein relativ großer Vertreter der Gattung Hemigrammus. Er hat einen seitlich abgeflachten, langgestreckten Körper, wobei Männchen oft etwas schlanker sind als die Weibchen. Die maximale Körperhöhe liegt bei durchschnittlich 32,4 % (29,4 bis 34,4) der Standardlänge. Der Kopf ist relativ klein. Auf der Prämaxillare sind die Zähne in zwei Reihen angeordnet. Die kleine Maxillare ist zahnlos. Im Unterkiefer befinden sich vorne vier fünfspitzige Zähne, dahinter acht bis zehn konische Zähne, die viel kleiner sind als die vorderen. Der Schwanzstiel ist länger als hoch. Die Brustflossen sind relativ lang. Die Bauchflossen liegen vor dem Rückenflossenansatz. Die Schwanzflosse ist gegabelt.
Hemigrammus ora ist hell bis mittelgelb gefärbt, der Rücken ist etwas dunkler als die Körperseiten, der Bauch ist silbrig. Ein dunkelgelbes bis silbriges Längsband verläuft vom Hinterrand des Kiemendeckels bis zu einem schwarzen Fleck an der Schwanzflossenbasis. Ein weiterer dunkler Fleck liegt hinter dem Kiemendeckel. Die zwei dunklen Flecke sind ein typisches Merkmal für die Arten der Hemigrammus ocellifer-Artengruppe. Die Flossen sind transparent, lediglich mit einer leichten gelblichen Tönung im vorderen Bereich der Rückenflossenbasis und an der Schwanzflossenbasis direkt hinter dem schwarzen Schwanzfleck. Die Iris ist silbrig bis hellgelb.
- Flossenformel: Dorsale ii/8, Anale iii-iv/21-24, Pectorale i/13, Ventrale ii/8, Caudale 1/9–8/1.
- Schuppenformel: mLR 32-33.

## Lebensraum

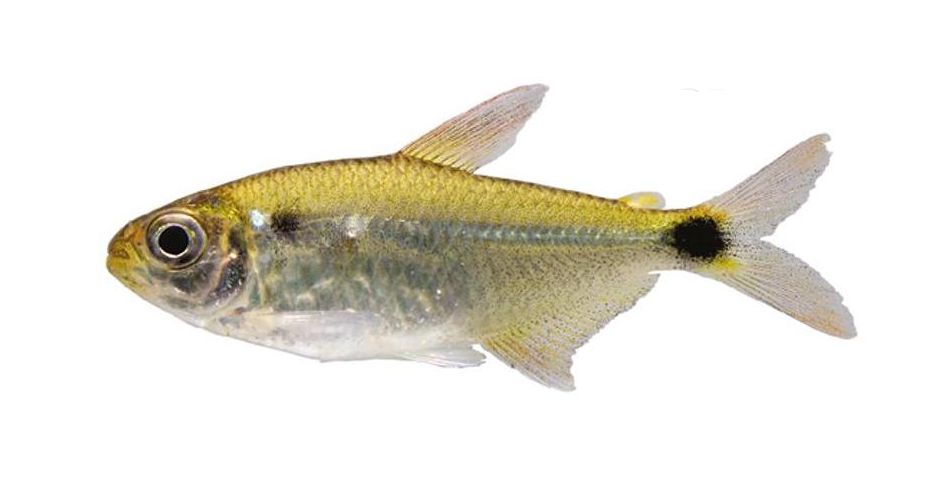
Jupiaba acanthogaster ist nah mit H. ora verwandt

Hemigrammus ora lebt in küstennahen, sumpfigen Gewässern nah der Wasseroberfläche. Beifische sind der Messingsalmler (Hemigrammus rodwayi) und Hemigrammus boesemani, die beide eine ähnliche Färbung zeigen.

## Systematik
Hemigrammus ora wird gegenwärtig in die Gattung Hemigrammus gestellt, die jedoch nicht monophyletisch ist. Die Salmlerart bildet mit zwei anderen Arten (Jupiaba acanthogaster und Jupiaba scologaster) eine deutlich von anderen Unterfamilien der Salmlerfamilie Acestrorhamphidae verschiedene Klade, die den Rang einer eigenständigen Gattung und Unterfamilie bekommen müsste.